# Michel Fleury
Pour les articles homonymes, voir Fleury.
Michel Fleury, né le 17 novembre 1923 à Paris et mort le 18 janvier 2002 dans la même ville, est un historien, archéologue et archiviste français. Il dirigea de nombreuses recherches sur Paris. Il est inhumé dans le cimetière de l'église Saint-Germain de Loisé, à Mortagne-au-Perche.

## Parcours professionnel
Après ses études à l'École nationale des chartes, il devient l'adjoint du conservateur aux Archives de la Seine. Puis, il intègre en même temps la Commission du Vieux Paris, les antiquités d'Île-de-France et l'École pratique des hautes études.
- De 1955 à 2001, il est membre de la Commission du Vieux Paris. Il est tout d'abord secrétaire de la commission. De 1975 à 2001, il est vice-président de la commission[2].
- Parallèlement, dès 1955, il s'occupe des fouilles archéologiques à Paris et sites environnants. En 1955, il est nommé inspecteur des fouilles archéologiques de la Ville de Paris. Puis, de 1965 à 1983, il est directeur régional des antiquités d'Île-de-France. Étant en désaccord avec le ministère de la Culture, dirigé par Jack Lang, sur les fouilles à mener dans la Cour carrée du Louvre, il doit quitter sa fonction de directeur, « honoré d'une destitution » par le ministre[3].
- Enfin, il enseigne à l'École pratique des hautes études, la IVe section (sciences historiques et philologiques). En 1958, il est élu directeur d'études à l'ÉPHE, titulaire de la chaire d'histoire de Paris, succédant ainsi à Marcel Poëte (1866-1950) et à Élie Debidour. En 1961, il est choisi pour devenir le secrétaire de la IVe section. De 1974 à 1988, il préside la IVe section, ainsi que l'École pratique des hautes études entre 1980 et 1983[4].

### Publications
Michel Fleury est l'auteur de plus de 300 fiches descriptives sur les fouilles effectuées à Paris. Il est aussi l'auteur de plusieurs ouvrages :
- Paris, croissance d'une capitale du Bas-Empire au début du XIIIe siècle, 1961.
- Paris monumental, Paris, Flammarion, 1974, (en collaboration avec Alain Erlande-Brandenburg et Jean-Pierre Babelon).
- Avec Albert France-Lanord, Les Trésors mérovingiens de la basilique de Saint-Denis, Nancy, 1988.
- Avec Venceslas Kruta, Le Château du Louvre, Paris, 1991.
- Si le roi m'avait donné Paris sa grand'ville, Paris, 1994.

### Activités
- En 1957, il débute sa première campagne de fouille à la basilique Saint-Denis. Il découvre, notamment, le sarcophage de la reine Arégonde. La sépulture de l'épouse du roi mérovingien Clotaire Ier contenait ses vêtements et son anneau nominatif.

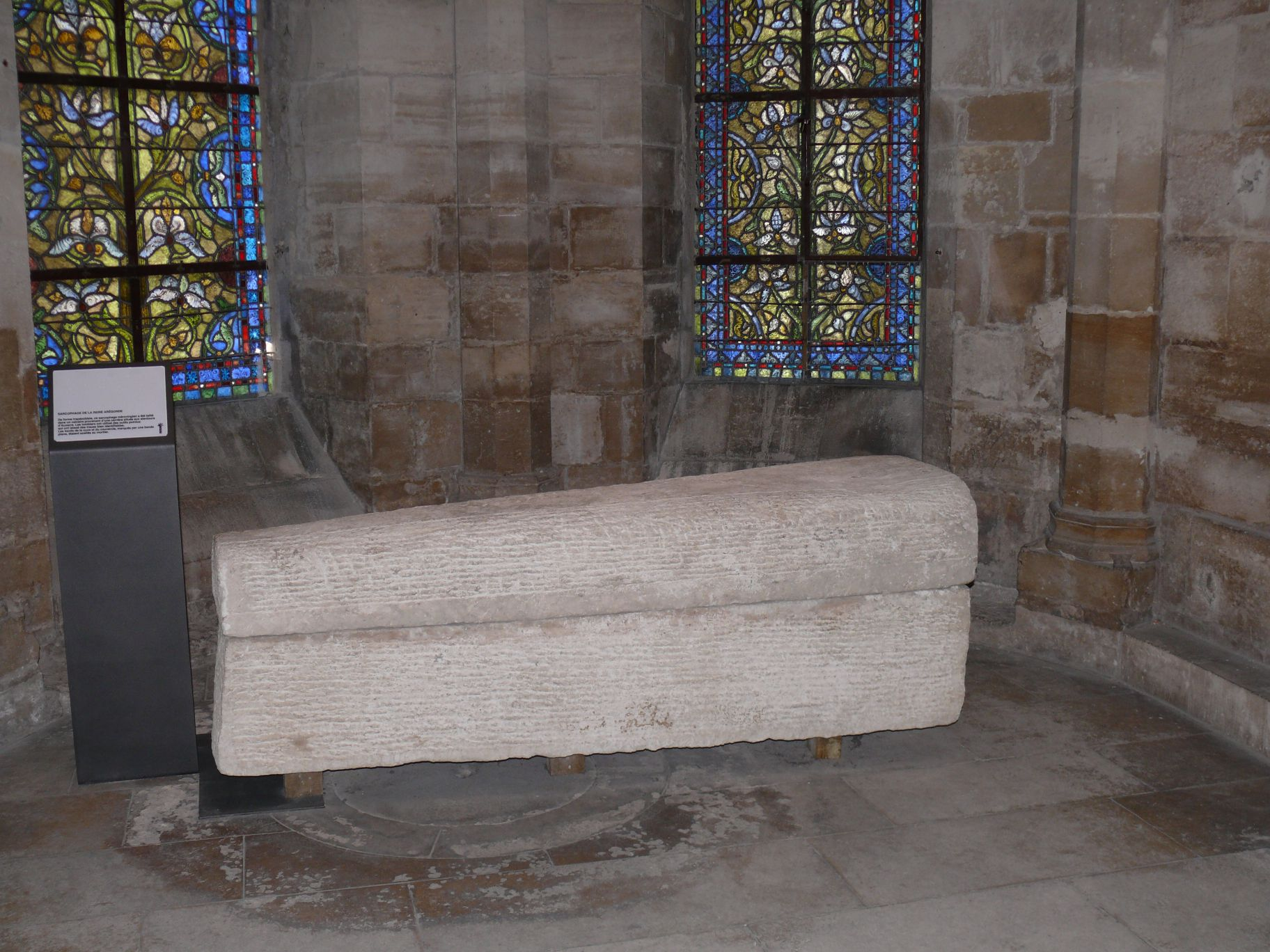
Sarcophage de la reine Arégonde dans la basilique de Saint-Denis.
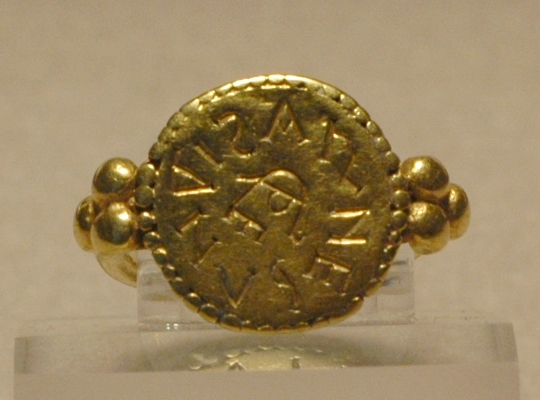
Chevalière ou anneau de la reine Arégonde.

- De 1965 à 1967, il supervise les fouilles du parvis de la cathédrale Notre-Dame de Paris, en remettant au jour la cathédrale Saint-Étienne de Paris. Ainsi, ces recherches archéologiques permirent de mettre au jour des vestiges gallo-romains, qui sont conservés dans la crypte archéologique de l'île de la Cité[5].

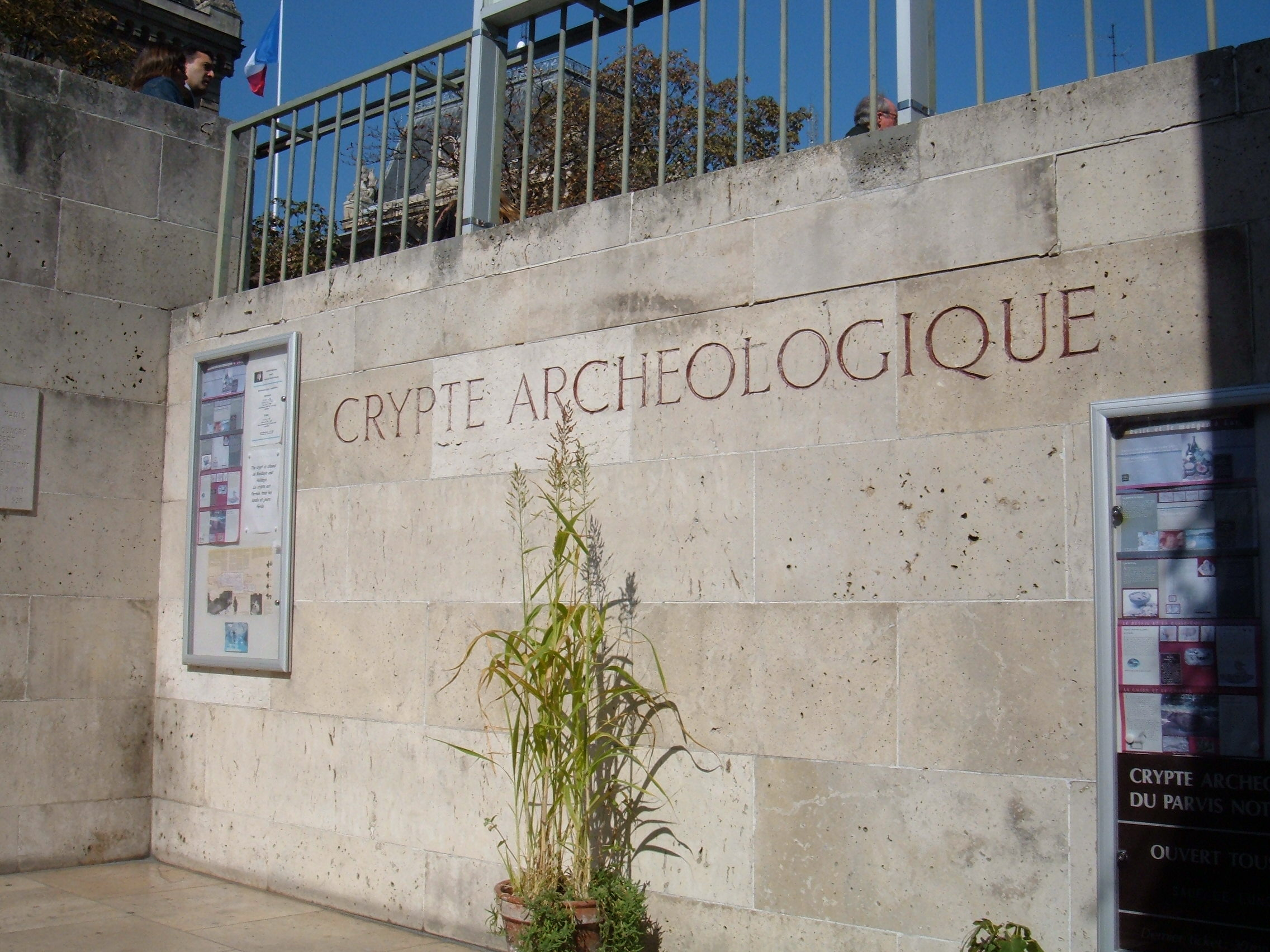
Entrée extérieure de la crypte archéologique, sous le parvis de la cathédrale Notre-Dame.
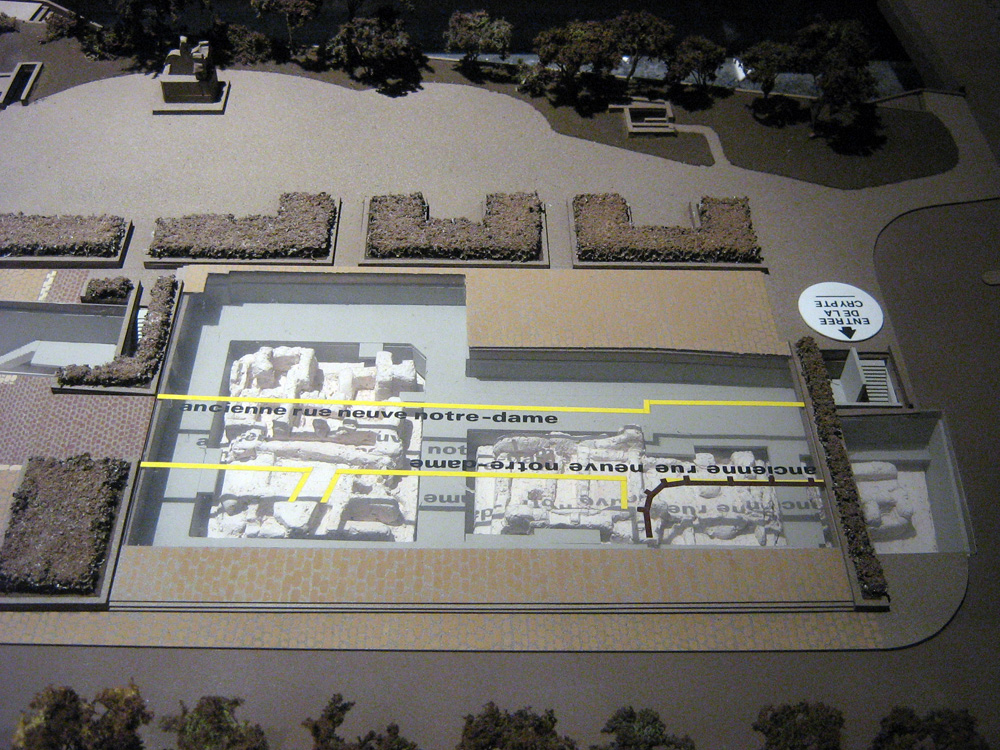
Maquette de la crypte archéologique, sous le parvis de la cathédrale Notre-Dame.
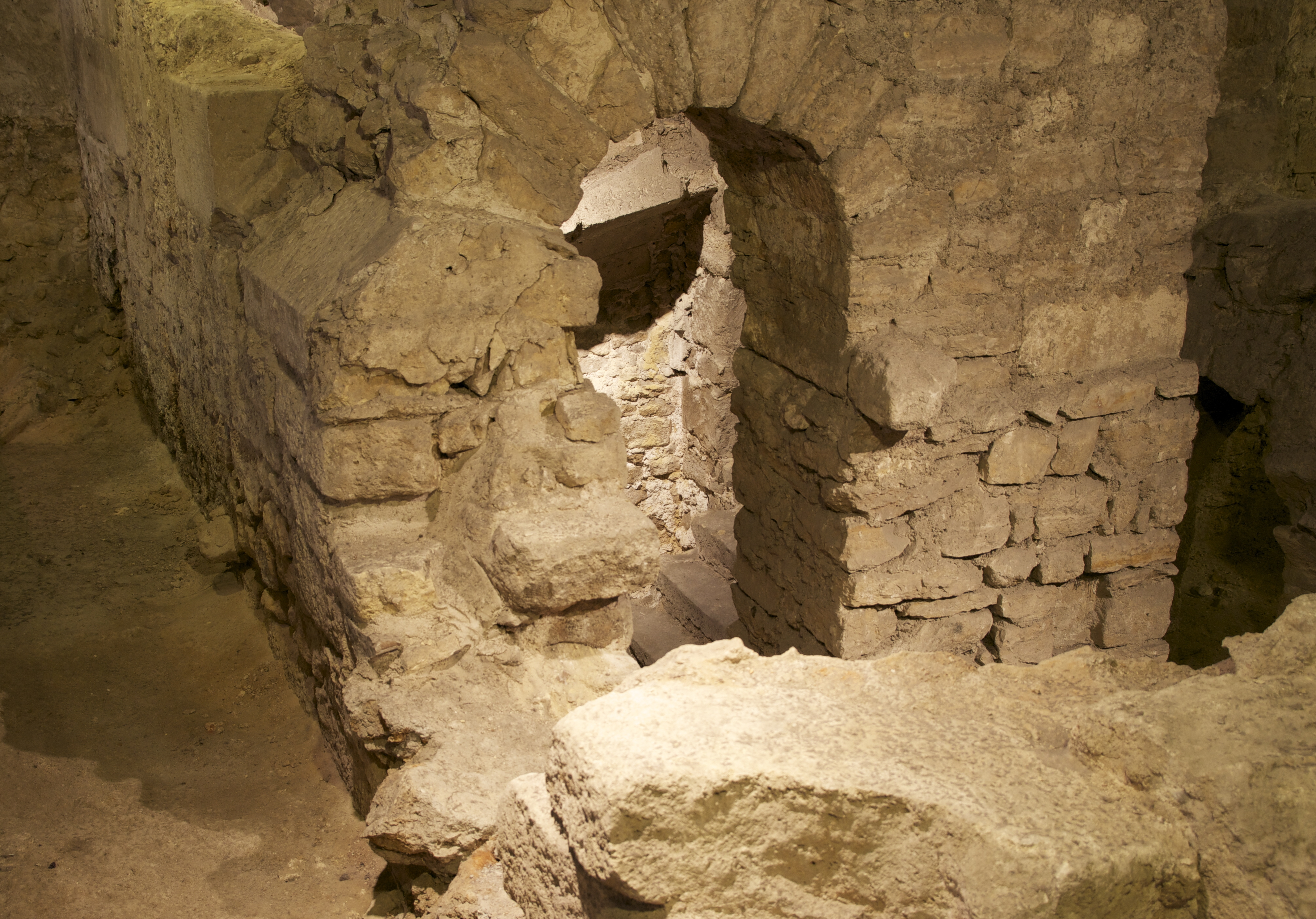
Vestiges d'une cave médiévale, actuellement dans la crypte archéologique.

- De 1978 à 1983, il supervise le chantier de la Cour carrée du Louvre. Mené en collaboration avec Venceslas Kruta, le chantier a permis de dégager l'impressionnant donjon de Philippe-Auguste[6]. Ce chantier de fouille fut partie prenante dans les travaux de rénovation du musée du Louvre. Par ailleurs, il découvre le casque du roi Charles VI de France[7].

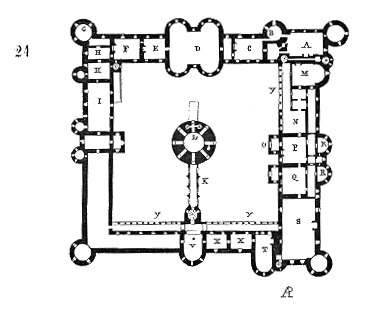
Plan du château du Louvre, avec la Cour carrée et l'emplacement du donjon.
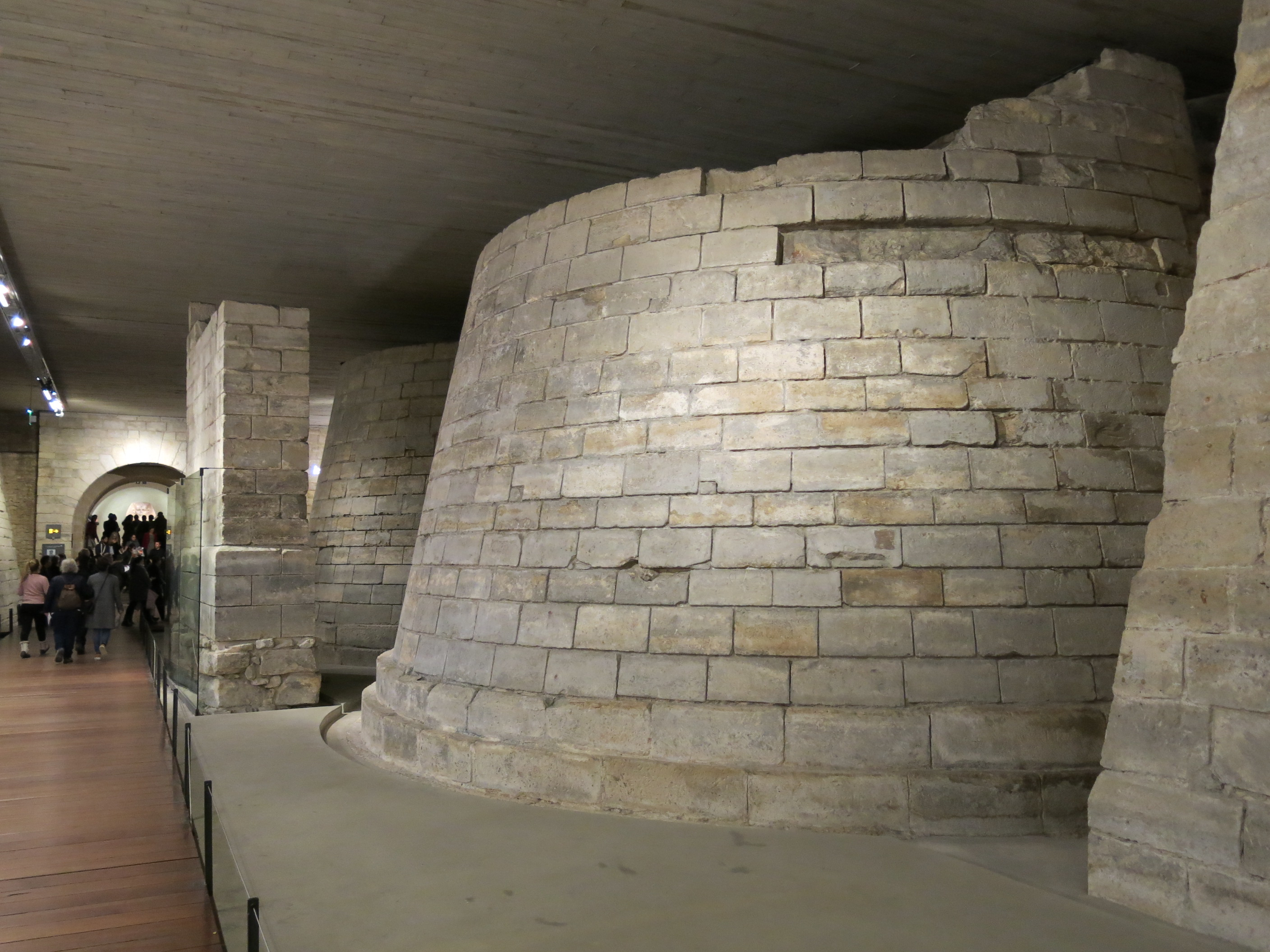
Des restes des bases médiévales peuvent encore être vus dans le sous-sol du musée.
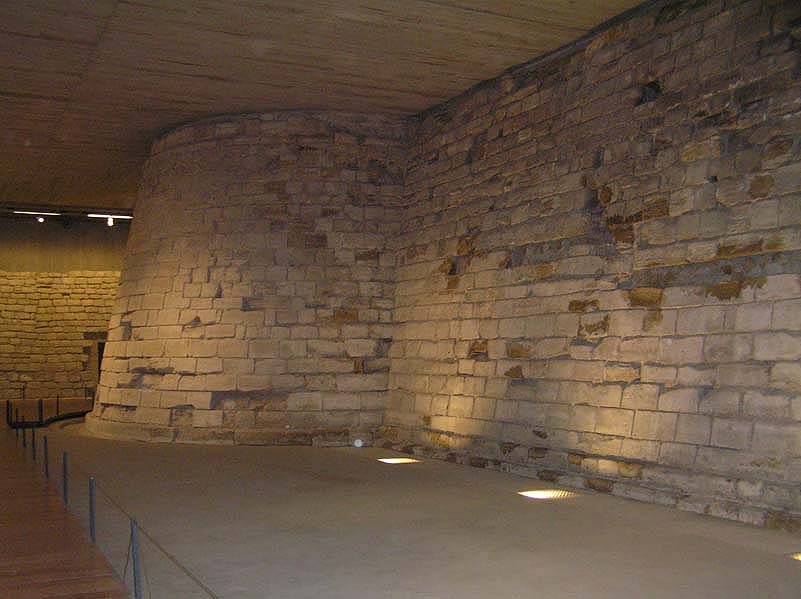
Mur d'enceinte de la forteresse du Louvre médiéval.
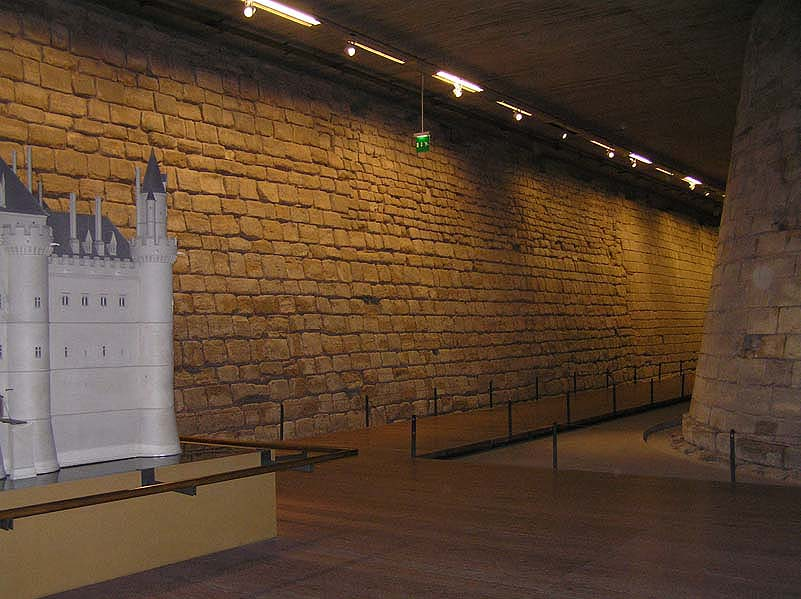
Des fondations du château médiéval du Louvre.
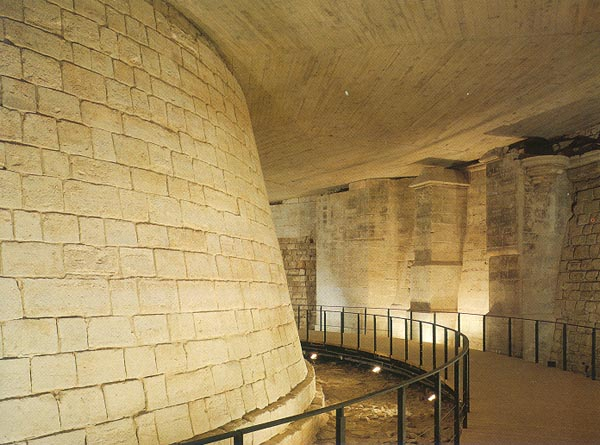
L'emplacement des douves, entre le donjon (à gauche) et le rempart séparant la haute cour de la basse cour (à droite).

## Prix, hommages et distinctions

### Décoration
- En 1970, Michel Fleury est nommé chevalier dans l'ordre national de la Légion d'honneur[8].
- Le 7 octobre 1986, Michel Fleury est promu officier dans l'ordre national du Mérite[9].

### Distinctions
Également, Michel Fleury reçut de nombreuses distinctions, comme:
- 1966 : prix Henri Texier de l'Académie des sciences morales et politiques de l'Institut de France pour l'ensemble de son oeuvre et de son action
- 1976 : prix Hercule-Catenacci de l'Académie française pour Paris monumental
- 1977 : grand prix national de l’archéologie,
- 1992 : 16e prix de la Fondation Pierre-Lafue pour l'ensemble de son œuvre,
- 1998 : plaque du bimillénaire de la Ville de Paris,
- 1998 : première médaille des Antiquités de la France, décernée par l'Académie des inscriptions et belles-lettres,
- 1999 : prix Gobi de l'Académie des sciences morales et politiques,
- 1999 : grand prix Gobert de l'Académie française pour l'ensemble de son œuvre.

### Hommages
- La bibliothèque de la section des Sciences historiques et philologiques de l'École pratique des hautes études porte le nom de Bibliothèque Michel-Fleury[11].
- Un mail Michel-Fleury a été inauguré dans le quartier Saint-Germain-de-Loisé de Mortagne-au-Perche en 2012[12].

### Commémorations
Le 31 mars 2011, dans le cadre de leur conférence parisienne, les Amis du Perche ont été entraînés « sur les pas de Michel Fleury à travers le Vieux Paris ». Cette conférence fut donnée par Vanceslas Kruta (archéologue de la Commission du Vieux-Paris et professeur émérite à la Sorbonne), Guy-Michel Leproux (directeur à l'École pratique des hautes études, titulaire de la chaire de l'histoire de Paris), François Monnier (ancien président de l'École pratique des hautes études) et Philippe Siguret (inspecteur général honoraire des Monuments historiques, chargé des sites et des paysages). Cette soirée s'est déroulée à l'hôtel de Beauvais, dans le 4e arrondissement de Paris.
Le 5 août 2012, la ville de Mortagne-au-Perche, l'association de sauvegarde de l'église Saint-Germain de Loisé, le comité des fêtes et les Amis du Perche ont rendu hommage à Michel Fleury à Loisé, qui avait acquis une propriété dans ce quartier de Mortagne. Entre 80 et 200 personnes ont participé à cette journée commémorative.
Le 20 octobre 2012, la fondation Saint-Louis a rendu hommage au célèbre historien et archéologue de Paris, en organisant un colloque au Petit Palais sur le thème Michel Fleury et l'histoire de France. En présence du « comte de Paris » et de la famille de Michel Fleury, le colloque était présidé par Jean Tulard et Jean-Pierre Babelon.

### Sources
- Biographie de Michel Fleury, sur le site du CTHS.
- Guy-Michel Leproux, « Michel Fleury (1923-2002) », dans Bibliothèque de l'école des Chartes, no 162-2, 2004, p. 653-656, visible sur le site Internet www.persee.fr.
- « Michel Fleury, archéologue français, ami du Perche », Cahiers Percherons (bulletin trimestriel édité par les Amis du Perche), no 191, 2012-3, p. 3-40. Pour plus d'informations sur les contributeurs, voir le site Internet www.amisduperche.fr.